# Ruellia hygrophila
Ruellia hygrophila är en akantusväxtart som beskrevs av Carl Friedrich Philipp von Martius. Ruellia hygrophila ingår i släktet Ruellia och familjen akantusväxter. Inga underarter finns listade i Catalogue of Life.